# Zagreb Film
Zagreb Film – przedsiębiorstwo zajmujące się produkcją filmów założone w 1953 roku przez chorwackie Stowarzyszenie Filmowców, najlepiej znane z filmów animowanych. Największym sukcesem był Oscar za najlepszy krótkometrażowy film animowany z 1962 roku za film Ersatz Dušana Vukoticia.

## Historia
W 1949 roku grupa karykaturzystów związanych z magazynem satyrycznym Kerempuh pod dyrekcją Fadila Hadžicia (Vladimir Delač, Borivoj Dovniković, Ivan Pušak, Ico Voljevica i inni) rozpoczęła pracę nad pierwszym filmem animowanym. Efektem był 17-minutowy film Veliki Miting, opowiadający o trudnym życiu żab nękanych przez muszki, co miało być metaforą problemów Jugosławii w okresie odejścia od stalinizmu. Film odniósł sukces, dlatego Hadžić z poparciem władz zebrał grupę około 100 artystów i założył pierwsze jugosłowiańskie studio filmów animowanych – Duga Film. Już po roku rząd jugosłowiański wstrzymał finansowanie studia, uznając, że film animowany to nadmierny luksus w okresie kryzysu gospodarczego. W 1953 roku chorwackie Stowarzyszenie Filmowców założyło Zagreb Film – studio mające zajmować się produkcją filmową: od dystrybucji filmów po produkcję filmów fabularnych i krótkometrażowych.

### Studio animacji
W 1954 roku Dušan Vukotić i Nikola Kostelac zebrali kilku kolegów i współpracowników z Duga Film, by wyprodukować 30-sekundową kreskówkę promocyjną. W tym samym czasie druga grupa, związana z braćmi Neugebauer, założyła studio „Interpublic”, zamierzając zajmować się tylko tworzeniem reklam i animowanych filmów dokumentalnych. Jako pierwsi w kraju podjęli współpracę z zagranicą. Grupa Vukoticia, złożona z rysowników takich jak: Aleksandar Marks, Boris Kolar i Vjekoslav Kostanjšek, szukała nowych sposobów animacji, co stało się podstawą do powstania Zagrzebskiej Szkoły Animacji.
W 1956 roku kierownictwo Zagreb Film z grupą Vukotić-Kostelac założyło studio filmów animowanych, do której wkrótce dołączyli współpracownicy braci Neugebauer z „Interpublic”. Od tego czasu następuje wzrost produkcji studia mieszczącego się pod adresem Vlaška 70. W nowym studiu udało się zebrać nie tylko cały personel z poprzedniego okresu, ale także nowych współpracowników.

## Współczesność
W latach 1990–1994 Zagreb Film był przedsiębiorstwem państwowym, zajmującym się produkcją i dystrybucją filmów. W kolejnych latach, do 1999 roku działał jako spółka akcyjna, a potem spółka z ograniczoną odpowiedzialnością. Od stycznia do sierpnia 2007 roku Zagreb Film należał do spółki Zagreb Holding, a następnie stał się Instytucją Kultury prowadzoną przez miasto Zagrzeb. W 2010 roku, w budynku należącym do Zagreb Film, został otwarty Dom Filmów Chorwackich jako wspólny projekt kulturalny Zagreb Film i miasta Zagrzeb przy ulicy Nova Ves 18. W 2014 roku powstało nowe studio animacji, które może jednocześnie realizować produkcję kilku filmów animowanych. Obecnie Zagreb Film działa w trzech lokalizacjach: Vlaška 70, gdzie znajdują się archiwum i zarząd, ulica Nova Ves 18 (Dom filmu chorwackiego) i Savska Cesta 7–11, gdzie znajduje się studio animacji poklatkowej.

## Sukcesy
Pod koniec lat 50. i 60. XX w. Zagrzebska Szkoła Animacji odnosiła sukcesy. W 1962 roku Dušan Vukotić otrzymał nagrodę amerykańskiej akademii filmowej za najlepszy krótkometrażowy film animowany za Ersatz. Po raz pierwszy został nagrodzony film animowany pochodzący spoza Ameryki. Następnie do Oscara został nominowany Nedeljko Dragić z Tupi Tup! oraz Zlatko Grgić (wspólnie z Bobem Godfreyem) za film Puppet Dream. Oprócz nagród i wyróżnień w kraju, filmy animowane studia zdobyły liczne nagrody i wyróżnienia na międzynarodowych festiwalach w: Acapulco, Annecy, Atlancie, Baltimore, Barcelonie, Wiedniu, Bergamo, Berlinie, Bilbao, Birmingham, Bogocie, Cannes, Chicago, Meksyku, Cork, Edynburgu, Karlovych Varach, Krakowie, Lipsku, Londynie, Los Angeles, Melbourne, Mediolanie, Montevideo, Moskwie, Nowym Jorku, Ottawie, Pradze, Puli, San Francisco, Sydney, Tampere, Teheranie, Trieście, Vancouver, Warnie, Wenecji, Zagrzebiu i innych.
Każdy pracujący w Zagreb Film twórca miał własny styl i miał swoje poglądy na temat sztuki animacji, ponieważ termin Zagrzebska Szkoła Animacji, to nie szkoła w sensie dosłownym, czyli miejsce, gdzie uczono zawodu i sztuki animacji, ani nie byli to twórcy, którzy tworzyli dzieła mające jakiś wspólny mianownik. Raczej chodziło o pewne charakterystyczne cechy tej produkcji, dzięki czemu realizacje artystów skupionych wokół Zagrzeb film są inne od pozostałych.
Powstały tu też seriale animowane: Hound for Hire, Inspektor Maska, Profesor Baltazar, Maxi cat czy Latające misie (Mali leteći medvjedići). Dwa ostatnie, a szczególnie Profesor Baltazar, odniosły sukces i były wyświetlane w telewizjach na całym świecie. Znany włoski krytyk, publicysta i animator Giannalberto Bendazzi, tworząc w 2000 roku listę 88 największych filmów animowanych w historii animacji, umieścił na niej osiem filmów Zagrzebia. Od 1972 roku w Zagrzebiu jest organizowany Animafest Zagreb – międzynarodowy festiwal filmu animowanego, do 1990 roku prowadzony przez Zagreb Film.
Poza animacjami studio produkuje też filmy fabularne i dokumentalne.